# Эмпайр Фоллз (мини-сериал)
«Эмпайр Фоллз» (англ. Empire Falls) — американский мини-сериал режиссёра Фреда Скеписи, вышедший на экраны в 2005 году. Экранизация одноимённого романа Ричарда Руссо.

## Сюжет
Действие происходит в маленьком городке Эмпайр Фоллс в штате Мэн. После расставания со своей женой Джанин управляющий ресторана «Имперский гриль» Майлз Роби заботится о дочери-старшекласснице Тик, которая не переносит нового бойфренда матери Уолта Комо. Сложные взаимоотношения у Тик и с одноклассниками: её преследует бывший парень, сын полицейского Зак Минти, а директор школы просит её поддерживать общение с Джоном Воссом, которого сверстники постоянно подвергают травле. Повествование прерывается детскими воспоминаниями Майлза, в которых появляются его мать Грейс, чья болезнь вынудила его отказаться от получения высшего образования, Чарли Мэйн, загадочный поклонник Грейс, оказавший существенное влияние на её жизнь и последующую жизнь Майлза, а также Франсин Уайтинг, наследница состояния зажиточной семьи Уайтингов, контролирующая большую часть собственности в Эмпайр Фоллз, включая закусочную «Имперский гриль».

## В ролях
- Эд Харрис — Майлз Роби
- Филип Сеймур Хоффман — Чарли Мэйн
- Хелен Хант — Джанин Роби, бывшая жена Майлза
- Пол Ньюман — Макс Роби, отец Майлза
- Робин Райт — Грейс Роби, мать Майлза
- Эйдан Куинн — Дэвид Роби, брат Майлза
- Джоан Вудвард — Франсин Уайтинг, вдова Чарли
- Деннис Фарина — Уолт Комо, жених Джанин
- Уильям Фихтнер — Джимми Минти, офицер полиции
- Эстель Парсонс — Би, мать Джанин
- Тереза Расселл — Шарлин, официантка
- Кейт Бертон — Синди Уайтинг, дочь Франсин
- Джеффри Деманн — Хорас, журналист
- Тревор Морган — Зак Минти, сын Джимми
- Даниэль Панабэйкер — Тик Роби, дочь Майлза и Джанин
- Лу Тейлор Пуччи — Джон Восс

## Награды и номинации
- 2005 — премия «Эмми» за лучшую мужскую роль второго плана в мини-сериале или телефильме (Пол Ньюман), а также 9 номинаций: лучший мини-сериал, лучшая режиссура мини-сериала или телефильма (Фред Скеписи), лучший сценарий мини-сериала или телефильма (Ричард Руссо), лучшая мужская роль в мини-сериале или телефильме (Эд Харрис), лучшая мужская роль второго плана в мини-сериале или телефильме (Филип Сеймур Хоффман), лучшая женская роль второго плана в мини-сериале или телефильме (Джоан Вудвард), лучшая работа художника-постановщика в мини-сериале или телефильме, лучший монтаж в мини-сериале или телефильме (Кейт Уильямс), лучший кастинг для мини-сериала или телефильма (Эви Кауфман).
- 2005 — три номинации на премию «Спутник»: лучший мини-сериал, лучшая мужская роль в мини-сериале или телефильме (Эд Харрис), лучшая мужская роль второго плана в сериале, мини-сериале или телефильме (Пол Ньюман).
- 2006 — две премии «Золотой глобус» за лучший мини-сериал или телефильм и за лучшую мужскую роль второго плана в сериале, мини-сериале или телефильме (Пол Ньюман), а также две номинации: лучшая мужская роль в мини-сериале или телефильме (Эд Харрис) и лучшая женская роль второго плана в сериале, мини-сериале или телефильме (Джоан Вудвард).
- 2006 — премия Гильдии киноактёров США за лучшую мужскую роль второго плана в мини-сериале или телефильме (Пол Ньюман), а также три номинации: лучшая мужская роль в мини-сериале или телефильме (Эд Харрис), лучшая женская роль второго плана в мини-сериале или телефильме (Джоан Вудвард и Робин Райт-Пенн).
- 2006 — номинация на премию Гильдии режиссёров США за лучшую режиссуру телефильма (Фред Скеписи).